# Союз-15
«Союз-15» — советский пилотируемый космический корабль серии Союз 7К-Т/А9.

## Сведения о корабле и полёте
- Масса аппарата — 6760 кг
- Наклонение орбиты — 51,62°
- Период обращения — 88.52 мин.
- Перигей — 195,9 км
- Апогей — 235,2 км
- Пройденное расстояние — 1 334 млн км

## Экипаж
Основной
- Командир корабля — Сарафанов Геннадий Васильевич (1-й космический полёт)
- Бортинженер — Дёмин Лев Степанович (1-й космический полёт)

Дублирующий
- Зудов Вячеслав Дмитриевич
- Рождественский Валерий Ильич

## Описание полёта

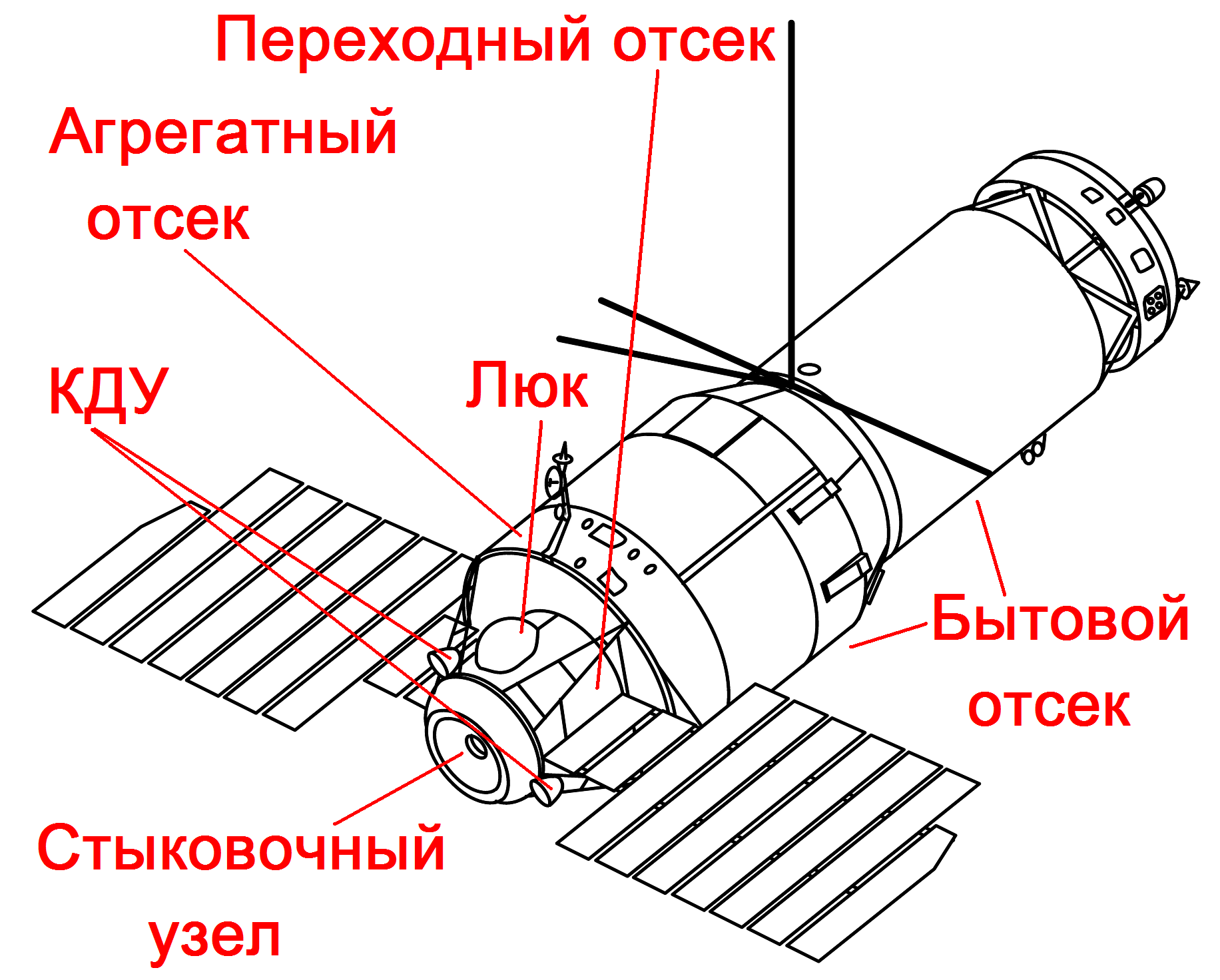
«Салют-3»

Корабль «Союз-15» должен был доставить второй экипаж на орбитальную станцию «Салют-3», построенную по программе военных пилотируемых станций «Алмаз», планировалось, что он проработает на станции в течение месяца. Однако 27 августа 1974 года из-за сбоя в системе стыковки «Игла» корабль не смог осуществить стыковку. Экипаж предпринял три попытки состыковаться, но не смог справиться с нештатной ситуацией, и полёт был досрочно прекращён. 28 августа «Союз-15» произвёл первую в мире ночную посадку.